# Гигроскопичность
Гигроскопи́чность (от др.-греч. ὑγρός «влажный» + σκοπέω «наблюдаю») — способность некоторых веществ поглощать (сорбировать) водяные пары из воздуха. Играет важную биологическую роль, многие ткани растений и их семена обладают свойством гигроскопичности. Когда молекулы воды взаимодействуют с гигроскопичным веществом, оно может физически измениться в объёме, температуре кипения, вязкости или какой-либо другой характеристике вещества. Например, мелкодисперсный гигроскопичный порошок соли со временем может стать комковатым из-за сорбции влаги из окружающей среды. Примерами гигроскопичных веществ являются: мёд, этанол, метанол, глицерин, концентрированная серная кислота, концентрированный раствор гидроксида натрия, безводный хлорид кальция, иодид натрия, натриевая селитра. Из-за присутствия водяных паров в атмосфере, гигроскопические материалы должны храниться в герметичных контейнерах (некоторые такие специальные контейнеры имеют визуальный индикатор влажности, меняющий цвет при наличии водяного пара), сцинтилляционные монокристаллические детекторы на основе иодида натрия и иодида цезия всегда выполняются в герметичных корпусах. Для хранения гигроскопичных веществ в лаборатории можно использовать эксикатор. Перед вскрытием контейнеры с гигроскопичными веществами обязательно выдерживаются до выравнивания температуры с температурой воздуха в помещении, если их температура была ниже чем в помещении.

## История
Первые упоминания гигроскопичности встречаются в научной литературе в 1880-е годы. Виктор Жодин (Victor Jodin) рассматривал биологическую роль гигроскопичности, и отметил в журнале «Annales Agronomiques» в октябре 1897 г. то, что вес семян гороха при изменении влажности воздуха увеличивался или уменьшался вне зависимости от того, всхожие они или нет.
Марселен Бертло рассматривал гигроскопичность как физико-химический процесс.  Согласно принципу обратимости Бертло, вода, выведенная из растительной ткани, может быть восстановлена за счёт гигроскопических свойств этой ткани.
Лео Эррера рассматривал гигроскопичность с точки зрения физики и химии.  В его мемуарах было дано определение явления, которое остается актуальным и по сей день. Согласно этому определению, гигроскопичность проявляется:
в конденсации водяного пара воздуха на холодной поверхности стекла;
в капиллярных свойствах волос, шерсти, хлопка, древесной стружки и т. д.;
в поглощении желатином воды из воздуха;
в расплывании поваренной соли;
в абсорбции воды из воздуха концентрированной серной кислотой;
в поведении негашеной извести.Лео Эррера, Sur l'Hygroscopicité comme cause de l'action physiologique à distance

## Проявление
Может проявляться в материалах капиллярно-пористой структуры благодаря капиллярной конденсации влаги в капиллярах при условии достаточно малого их диаметра, например, в древесине или зерне. Поглощение влаги пористыми материалами возрастает с увеличением влагосодержания воздуха и достигает максимума при относительной влажности воздуха 100%; этот параметр носит название гигроскопическая влажность Wгиг, для древесины он составляет около 30%, пшеницы — 36%.
Также гигроскопичность проявляется у хорошо растворимых в воде вещества (хлориды натрия и кальция,  концентрированная серная кислота), и особенно хорошо — у веществ, образующих кристаллогидраты. В этом случае может происходить отсыревание или расплывание ряда солей на воздухе.

### Расплывание
Расплывание (deliquescence), как и гигроскопичность, характеризуется сильным сродством вещества к воде и тенденцией поглощать влагу из атмосферы. Однако, в отличие от гигроскопичности, при которой сохраняется исходное фазовое состояние вещества, и меняется только содержание влаги в нём, расплывание предполагает поглощение большого количества воды с образованием в конечном итоге водного раствора. Большинство расплывающихся материалов представляют собой соли, в частности, таким свойством обладают хлорид кальция, хлорид магния, хлорид цинка, трихлорид железа, карналлит, карбонат калия, фосфат калия, цитрат железа(III)-аммония, нитрат аммония, гидроксид калия и гидроксид натрия.  Благодаря очень высокому сродству к воде эти вещества часто используются в качестве осушителей.

## Применение

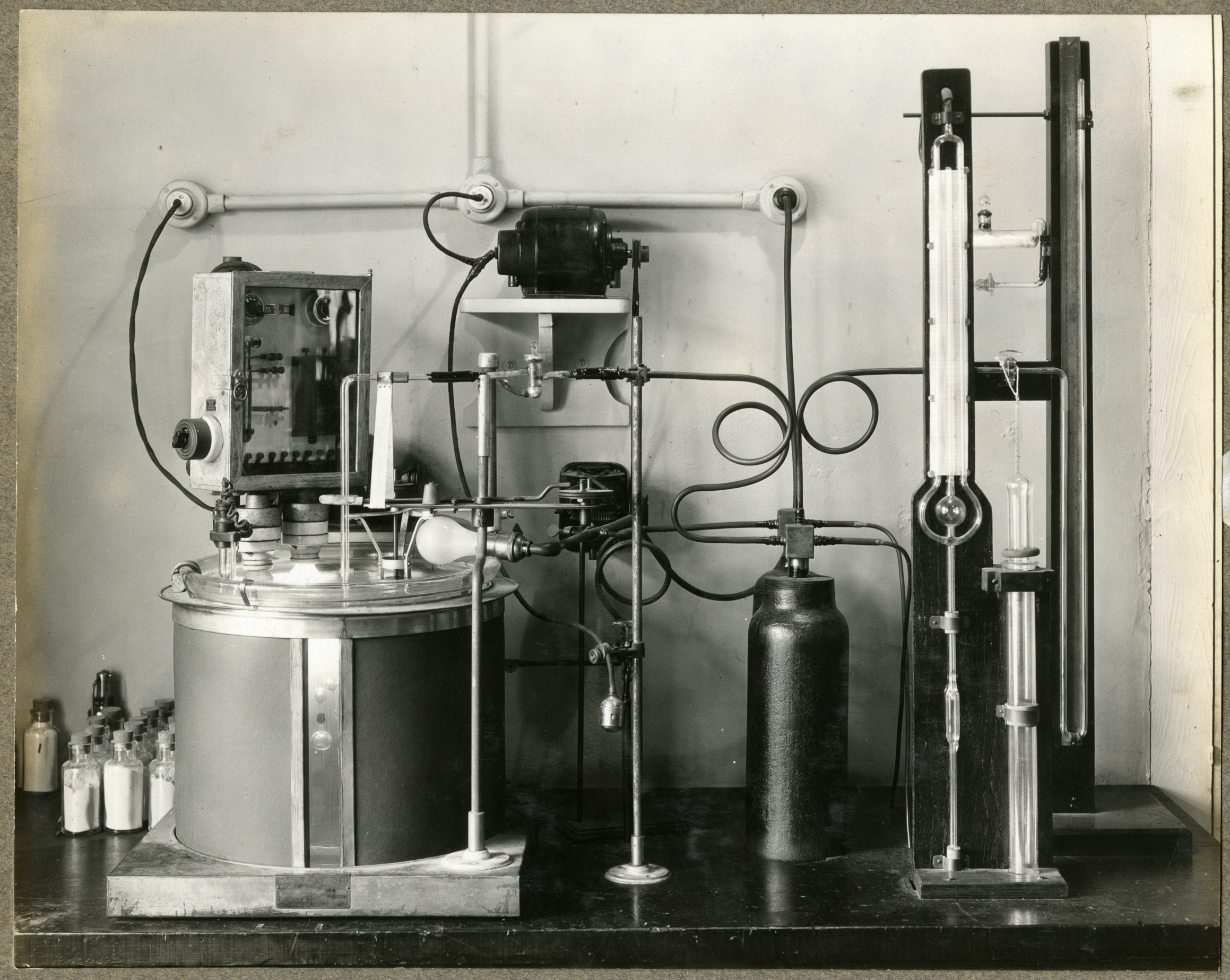
Установка для определения гигроскопичности минеральных удобрений и смесей, 1930-е годы

Гигроскопичные материалы применяются в качестве сорбентов для осушения воздуха. Например, гигроскопичность силикагеля используется для понижения влажности находящихся рядом предметов: электроники, одежды, обуви.
Разные материалы и соединения имеют отличающиеся гигроскопические свойства, что может привести к вредным эффектам, вроде концентрации напряжений в композиционных материалах. Влияние окружающей влажности на материалы или соединения можно учесть коэффициентом гигроскопического расширения (КГР) или коэффициентом гигроскопического сжатия (КГС) — различие между ними определяется способностью веществ к изменению объёма под действием влажности и учитывается в формулах в виде знака.
Распространённым примером, на котором можно продемонстрировать это явление — книги в мягкой обложке. В относительно сыром месте обложка книги будет скручиваться. Это обусловлено тем, что неламинированная сторона обложки поглощает больше влаги, чем ламинированная, и её площадь увеличивается. Это вызывает напряжение, которое сгибает обложку в сторону ламинирования. Аналогию можно увидеть в биметаллических пластинах.

## Гигроскопичность некоторых веществ

### Порох
Дымный порох обладает небольшой гигроскопичностью, поскольку его основным компонентом является нитрат калия. Энергетически и экономически выгодна натриевая селитра, но из-за высокой способности поглощать влагу при влажности воздуха более 70 % (при меньшей влажности высыхает) применяется в производстве пороха ограниченно, а наибольшее применение нашла калиевая селитра с малой гигроскопичностью.
Нитроцеллюлоза, в отличие от селитр, не гигроскопична. Появление бездымного пороха на её основе ускорило развитие полуавтоматического и автоматического огнестрельного оружия, поскольку он не забивает механизмы и не меняет физических свойств при воздействии влажности. Гигроскопичность некоторых компонентов патронов, в первую очередь воспламеняющих составов капсюлей, компенсируется их высокой чувствительностью к воспламенению.

### Взрывчатые вещества
Гигроскопичность взрывчатых веществ и взрывчатых составов в значительной степени определяет сроки и условия их хранения. Особенно значительное воздействие влага оказывает на селитросодержащие промышленные взрывчатые вещества, которые могут либо потерять необходимые физические и взрывчатые характеристики, либо, наоборот, приобрести повышенную чувствительность к внешним воздействиям.
Существуют водосодержащие ВВ, характеристики которых зависят от гигроскопичности и воздействия влаги в малой степени.

### Грунты
Гигроскопичность грунта является важной его характеристикой, определяется как влажность грунта гигроскопическая Wg — влажность грунта в воздушно-сухом состоянии, то есть в состоянии равновесия с влажностью и температурой окружающего воздуха.

### Строительные материалы
Гигроскопичные материалы играют важную роль в строительстве; например, очень гигроскопична древесина. Такие материалы подвержены влиянию влаги, содержащейся в здании. Чем выше относительная влажность, тем больше пара адсорбируется. При этом многие сорта древесин начинают гнить, если относительная влажность в течение длительного времени более 80 %.
Большинство лёгких пористых стеновых камней (лёгкие керамические камни, газобетон и пенобетон, керамзитобетон, известняк) очень гигроскопичны — показатель может достигать 30 %, а некоторые известняки с Кипра набирают влажность до состояния сырой стены «на ощупь».
Кроме этого, на сыром основании они работают как фитиль керосиновой лампы, из-за капиллярного эффекта своей пористой структуры. Все лёгкие стеновые камни, требуют герметичной гидроизоляционной отсечки — от всех примыканий к стенам и монолитам с повышенной влажностью — отсечка стены должна быть только плёночного типа, гибкая, с полной водонепроницаемостью. Обычно так отрезают полуцокольный и 1-й этаж — от всех «мокрых» конструкций — фундамента, цоколя, подземной части цокольного этажа.
Общепринятая в СССР отсечка высокомарочным цементным раствором не работает — изначально подсос влаги в сухую стену она полностью не ограничивает — со временем циклы замораживания и оттаивания открывают и расширяют капилляры в растворе. Начинается постоянный подсос воды в толщу стены здания, новые порции влаги окончательно вымывают и открывают капилляры.
Необлегчённый кирпич менее подвержен капиллярному эффекту, но при отсутствии отсечки может вымокнуть на высоту нескольких этажей, до самой кровли.